# リッペン
リッペン（Rippen）は、オランダ生まれのピアノブランド (1937-2007) である。リッペン（あるいは、リンドナー）は、運搬が容易なピアノとして、最もよく知られている。1991年に一旦破綻した後、ブランドは新たなオーナーに買収され、中国煙台市で2007年まで製造された。

## 沿革
リッペンはオランダで生まれたピアノメーカーである。1937年に設立され、1950年までハーグでピアノを製造した。その後、1991年までエーデでピアノを製造した。1950年頃、リッペンはアルミニウムとプラスチックを多用した「マエストロ」という名の軽量で廉価なピアノを開発し、第二次世界大戦後の人々の経済状況と相まって、大きな成功を得た。80%が英国、ドイツ、フランス、アメリカ合衆国に輸出された。さらに、1964年ごろアイルランドのシャノンにも工場を設立し、「リンドナー」ブランドの軽量で廉価なピアノを製造した。軽量という特徴を生かし、航空機での輸送が活用された。
1970年代に入って、ピアノの市場は大きく変化した。電子ピアノの登場によって、廉価ピアノの需要は減少し、1972年にシャノンの工場は閉鎖された。いくつかの買収や再生の試みがなされたが、1991年2月にリッペンは解体された。
その後、オランダの楽器商、ミュージック・ブローカーズ・インターナショナル(Music Brokers International)がリッペンブランドのピアノの製造権を取得した。1991年から1998年まで、ロシアのサンクトペテルブルクで製造された。部品のいくつかは、中国の煙台市から供給された。1998年から2003年までは、煙台市のYantai Longfeng Pianoで製造された。2004年から2007年まで、煙台市のペレツィーナ(Yantai Perzina Piano Manufacturing.Co.,Ltd.)で製造された。この工場では、同じオーナーのペレツィーナブランドのピアノが今日も製造されている。また、オーナー会社のホームページには、リッペンピアノのラインナップが、この会社が製造権をもつ他のブランド（EAVESTAFF, Gehr.Steinbergなど）とともに現在も掲載されている。

## ピアノの特徴
ここではエーデとシャノンで製造されたピアノの特徴について述べる。
アルミニウムとプラスチックを多用した「マエストロ」は、交差配弦ではなく、平行配弦の構成をとっていた。このため、ハープ形状のようなデザインとすることも可能であった。あるピアノの重量は、僅か34Kg（75ポンド）であった。これは、通常鋳鉄を使用するフレームにアルミ材を用い、ケースなど木製の部品を可能な限りプラスチックで置き換えた成果である。シャノンで製造されたリンドナーは、交差配弦であったが、フレームはアルミニウムの管材を溶接した構成で、鍵盤にもプラスチックを使った設計となっていた。ピン板はブッシング付きフレームタイプではなく、むき出しであった。
また、アップライトピアノは鍵盤部分を、グランドピアノはケース全体を折りたたみ可能という特徴をもっていた。これにより、同じスペース中により多くのピアノを並べて輸送することができた。軽量で折りたたみ可能という特徴は、ピアノの運搬の問題を解決する、一つの革新とも言えた。特に航空機による輸送に適していた。
アルミニウムフレームの技術を生かして、薄型のアルミニウムグランドピアノなど、デザイン性の高いピアノも製造した。
しかし、これらの軽量廉価ピアノは、長期耐久性に難点があった。特に空洞三面構造の鍵盤はスナップインタイプとなっており、ロックを解除せずに取り外そうとすると破損することがままあった。製造元が消滅した今、プラスチック製の特殊なスペアパーツは入手不可能であり、一般的なパーツでの代替はできない。一旦破損すると修理は困難となる。このため、中古品市場で見かけるリッペンまたはリンドナーの軽量ピアノは、その時点で正常に動作していても決して手をだしてはならないピアノとされている。
他の珍しい特徴としては、逆クラウン響板がある。3層合板製の響板と響棒はそれ自体平らな形状であり、弦圧がかかることによって、逆クラウン形状になった。クラウン形状をもつ響板には、各ピアノメーカー独自の設計とノウハウが注ぎ込まれており、製造には手間もかかる。平板合板の響板は、ピアノの低コスト化に大いに貢献したと考えられている。